# Alcastar
Alcastar è un singolo del gruppo musicale eurodance svedese Alcazar, pubblicato nel marzo 2005 dall'etichetta discografica BMG.
Con la canzone che ha dato il titolo al singolo, scritta da Anders Hansson, Tim Larsson, Johan Fransson, Tobias Lundgren, Niklas Edberger e prodotta da Anders Hansson, il gruppo ha partecipato all'edizione di quell'anno del Melodifestivalen.
Il singolo ha riscosso un ottimo successo in Svezia, raggiungendo il vertice della classifica dei singoli locale.

## Tracce
1. Alcastar (Radio Edit) - 3:06
2. Alcastar (Soundfactory Starstruck Anthem) - 9:33
3. Alcastar (The Attic Remix) - 6:11
4. Alcastar (Club Junkis 12" Remix) - 9:35
5. Alcastar (Soundfactory Connection Dub) - 7:32
6. Alcastar (Acapella) - 3:04
7. Alcastar (Club Junkies Radio Edit) - 3:40

## Classifiche
| Classifica (2004) | Posizione raggiunta |
| ----------------- | ------------------- |
| Svezia            | 1                   |